# Robert Ludlum's The Bourne Conspiracy
Robert Ludlum's The Bourne Conspiracy é uma jogo-eletrônico de ação em terceira pessoa desenvolvido pela High Moon Studios e publicado pela Sierra Entertainment para PlayStation 3 e Xbox 360. O jogo expande o personagem de Robert Ludlum, Jason Bourne, e coloca o jogador em um jogo de gato e rato, com ação e aventura. O jogo foi lançado na América do Norte em 3 de junho de 2008, 5 de junho de 2008 na Austrália e 27 de junho de 2008 na Europa.

## Ligações Externas
- Robert Ludlum's The Bourne Conspiracy no MobyGames
- Robert Ludlum's The Bourne Conspiracy. no IMDb.